# Lionel Jeffries
Lionel Charles Jeffries (* 10. Juni 1926 im London Borough of Lewisham; † 19. Februar 2010 in Poole, Dorset) war ein britischer Schauspieler, Drehbuchautor und Filmregisseur.

## Leben und Werk
Lionel Jeffries besuchte die Queen Elizabeth Grammar School und studierte nach dem Kriegsdienst im Zweiten Weltkrieg Schauspiel an der Royal Academy of Dramatic Art. Später spielte er zwei Jahre am David Garrick Theatre und trat in frühen britischen Fernsehspielen auf.
Von da an baute er eine erfolgreiche Karriere in britischen Filmen in hauptsächlich komischen Charakterrollen auf. Dadurch, dass er ungewöhnlich früh eine Glatze bekam, stellte er häufig Figuren dar, die älter als er selbst waren. So spielte er beispielsweise in Tschitti Tschitti Bäng Bäng die Rolle des Vaters von Caractacus Potts, der von Dick Van Dyke verkörpert wurde, obwohl Jeffries eigentlich sechs Monate jünger als Van Dyke ist. Seine Schauspielkarriere erreichte ihre Spitze in den 1960er-Jahren in Hauptrollen anderer Filme wie Die grüne Minna (1960), Fanny (1961), Der Mann mit der grünen Nelke (1960), Mörder ahoi! (Miss-Marple-Film mit Margaret Rutherford) (1964), Die erste Fahrt zum Mond (1964) und Camelot – Am Hofe König Arthurs (1968).
In den 1970er Jahren wechselte er zum Kinderfilm, wofür er Drehbücher schrieb und Regie führte, einschließlich für den gefeierten Film Jeden Morgen hält derselbe Zug (1970). Zudem gehörte er zur British Catholic Stage Guild.
Jeffries starb am 19. Februar 2010, nachdem er lange an vaskulärer Demenz erkrankt war, in Poole in einem Pflegeheim.

## Filmografie (Auswahl)
- 1950: Die rote Lola (Stage Fright)
- 1955: Im Schatten der Zitadelle (The Colditz Story)
- 1955: Schock (The Quatermass Xperiment)
- 1956: Knotenpunkt Bhowani (Bhowani Junction)
- 1956: Das Baby auf dem Schlachtschiff (The Baby and the Battleship)
- 1956: Vincent van Gogh – Ein Leben in Leidenschaft (Lust for Life)
- 1957: Hilfe, der Doktor kommt! (Doctor at Large)
- 1957: Kapitän Seekrank (Barnacle Bill)
- 1958: Herzlich willkommen im Kittchen (Law and Disorder)
- 1959: Geschichte einer Nonne (The Nun's Story)
- 1959: Die grüne Minna (Two-Way-Stretch)
- 1960: Tarzan, der Gewaltige (Tarzan the Magnificent)
- 1961: Fanny
- 1962: Noch Zimmer frei (The Notorious Landlady)
- 1962: Ein Königreich für einen Affen (Operation Snatch)
- 1963: Die scharlachrote Klinge (The Scarlet Blade)
- 1964: Die erste Fahrt zum Mond (First Men in the Moon)
- 1964: Mörder ahoi! (Murder Ahoy)
- 1964: Raubzug der Wikinger (The Long Ships)
- 1966: Arrivederci, Baby! (Drop Dead Darling)
- 1967: Tolldreiste Kerle in rasselnden Raketen (Jules Verne’s Rocket to the Moon)
- 1967: Camelot – Am Hofe König Arthurs (Camelot)
- 1968: Tschitti Tschitti Bäng Bäng (Chitty Chitty Bang Bang)
- 1979: Der Gefangene von Zenda (The Prisoner of Zenda)
- 1983: Ein Opa kommt selten allein (Better Late Than Never)
- 1984: Der Aufpasser (Minder; Fernsehserie, 1 Folge)
- 1990: Inspektor Morse, Mordkommission Oxford (Inspector Morse ; Fernsehserie, 1 Folge)
- 1992: Casualty (Fernsehserie, 1 Folge)